# Alfred Vagts
Alfred Hermann Friedrich Vagts (né le 1er décembre 1892 à Basbeck (aujourd'hui un quartier de Hemmoor) et mort le 19 juin 1986 à Cambridge) est un poète et historien allemand.

## Biographie
Alfred Vagts est le fils d'un meunier. Il va à l'école latine de Otterndorf avant de faire ses études à Munich. C'est là qu'il rencontre d'éminents représentants du courant expressionniste. Lors de la Première Guerre mondiale, il sert en tant que capitaine. Pour ses services il reçoit la croix de fer de première classe. Il publie des poèmes critiquant la guerre, comme Ritt in die Not. En tant que membre du "conseil des officiers", il prend part aux négociations de paix de Brest-Litowsk en 1917.
Après la guerre, Vagts se met à militer au SPD. Par ailleurs, il utilise son expérience militaire pour former à Hambourg une unité paramilitaire de travailleurs censée défendre la république en cas de danger. Cette unité fusionne par la suite avec la Reichsbanner Schwarz-Rot-Gold. En 1919, il prend part à la république des conseils de Bavière, mais finit par rompre avec la gauche radicale peu de temps après. À la même époque, il rencontre Egon Ranshofen-Wertheimer et commence à échanger une importante correspondance avec lui. Pendant la république de Weimar, entre 1923 et 1932, Vagts travaille en tant qu'historien à l'« Institut für auswärtige Politik » (institut pour la politique extérieure) de l'université de Hambourg. Il y représente notamment George W. F. Hallgarten, avec lequel il devient par la suite ami, en 1925.
Le 3 octobre 1924, il fonde le « Klub vom 3. Oktober » avec Gustav Dahrendorf (de), Egon Bandmann et Theodor Haubach, tous membres du SPD mais aussi Hans Robinsohn, Ernst Strassmann et Heinrich Landahl, membres du DDP. Ce club a deux objectifs principaux : il doit combattre les ennemis de la république de Weimar, mais également améliorer l'entraide entre les deux partis.
C'est en tant qu'étudiant en échange que Vagts visite pour la première fois les États-Unis. Il y fréquente l'université Yale et y rencontre la fille du grand historien américain Charles A. Beard. Il l'épouse en 1927.

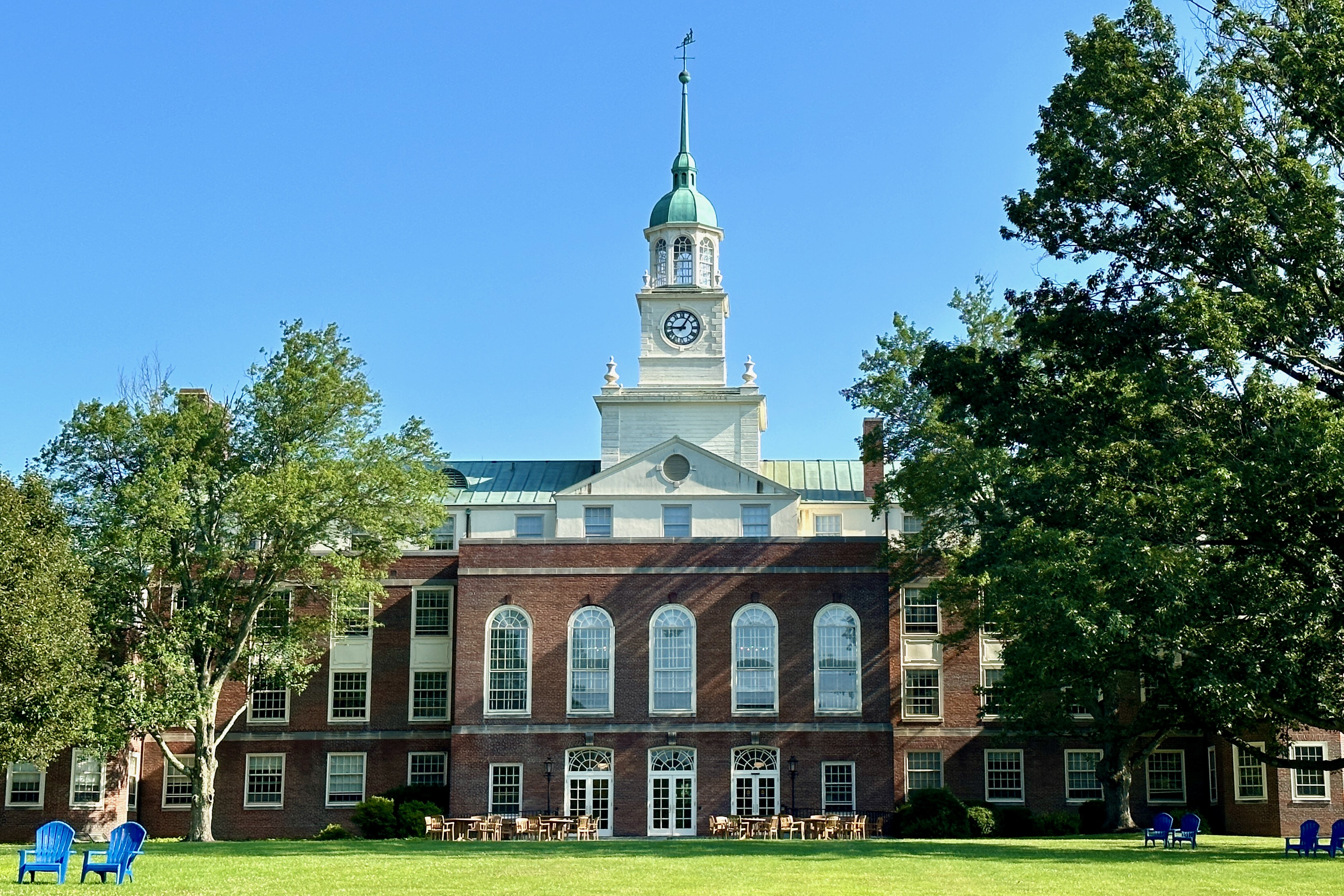
De 1939 à 1942 Alfred Vagts est membre de Institute for Advanced Studies de Princeton

Quand, en 1932, les nazis passent à l'offensive pour le pouvoir, Vagts décide d'émigrer en Grande-Bretagne. En 1933, il fait finalement route vers les États-Unis et prend la nationalité américaine la même année. Jusqu'en 1938, Vagts publie et fait des recherches à titre privé. Entre 1938 et 1939, il est professeur en visite à l'université Harvard avant de devenir membre de l'Institute for Advanced Study à Princeton, où il reste jusqu'en 1942. Par la suite et jusqu'à la fin de la guerre, il travaille à Washington au « Board of Economic Warfare », où il doit assurer le ravitaillement des troupes alliées en matières premières. Bien que clairement opposant au régime nazi, Vagts s'oppose à l'administration de Roosevelt sur la question du bombardement par tapis, et donc à la destruction systématique, des villes allemandes par les alliés à la fin de la guerre.
Aux États-Unis également, Vagts est engagé en politique. Il défend toujours des idées de gauche. Il travaille avec d'autres nouveaux arrivés ayant fui le nazisme. Avec Carl Zuckmayer, il s'exprime lors des funérailles de leur ami Carlo Mierendorff le 12 mars 1944 à New York. Ces obsèques sont surveillés par F.B.I.. Il peint Mierendorff comme militant social-démocrate tué par une attaque aérienne alliée en début décembre 1943, qui a œuvré en tant qu'intellectuel socialiste à la formation d'un nouveau front populaire pour lutter contre le nazisme. Alfred Vagts a permis entre autres à Mierendorffs de devenir professeur de « labor economics » (économie du travail) au Dartmouth College de Hanover en 1934 en utilisant ses relations dans le monde politique américain comme William E. Dodd (en) jr., ancien ambassadeur des États-Unis à Berlin, ou son beau-père Charles A. Beard. Cela a fourni du même coup à Mierendorffs la possibilité d'émigrer. Cependant, en 1935, il n'obtient pas l'amnistie politique lui permettant de sortir du camp de concentration où il est fait prisonnier, et ce malgré de nombreuses tentatives.
Il quitte sa fonction de conseiller après la Seconde Guerre mondiale, et mène jusqu'à la fin de sa vie en 1986, une paisible vie de professeur indépendant.
Son œuvre est constituée de livres scientifiques, littéraires ainsi que d'essais. Le plus connu est sûrement The History of Militarism, Civilian and Military. Vagts fait partie avec Hajo Holborn, Eckhart Kehr, George W. F. Hallgarten, Fritz T. Epstein (en) et Hans Rosenberg de ces historiens allemands en exil qui se sont reconvertis une fois partis.
Des notes et des brouillons de ses mémoires, qu'il n'a pas eu le temps d'écrire, se trouvent dans les archives du collège Dartmouth à Hanover, mais aussi partiellement aux archives municipales de Darmstadt. Ils mettent en lumière les liens qui existaient entre opposants au nazisme qu'ils se trouvent en Allemagne, en Europe ou aux États-Unis, surtout dans les années de 1933 à 1939.
Alfred Vagts est l'oncle de l'écrivain Peter Schütt (de).